# Осларка
Осла́рка (болг. Осларка) — село в Старозагорській області Болгарії. Входить до складу общини Чирпан.

## Населення
За даними перепису населення 2011 року у селі проживали 22 особи.
Розподіл населення за віком у 2011 році:
Динаміка населення: